# 加藤泰恒
加藤 泰恒（かとう やすつね）は、江戸時代前期から中期にかけての大名。伊予国大洲藩3代藩主。官位は従五位下・遠江守。

## 略歴
加藤泰義の次男として誕生。初名は泰経、泰常。号を秉軒。
父の早世により世子となる。延宝2年（1674年）2月25日、祖父の隠居により跡を継いだ。度重なる公役を務めたことにより藩財政が悪化し、天和元年（1681年）には家臣への給与を知行から蔵米へ改めた。天和3年（1683年）4月には倹約、綱紀の粛正を行なった。狩野常信門下で絵を学び、歌や書に優れた。
正徳5年（1715年）7月9日、痢疾が原因で他界した。享年59。跡を次男の泰統が継いだ。法号は英久院殿傑山紹俊大居士。墓所は愛媛県大洲市柚木の如法寺。

## 系譜
- 父：加藤泰義（1629-1668）
- 母：奈辺 - 太田資宗の娘
- 正室：左牟 - 脇坂安政の次女
- 継室：以津 - 奈阿姫、酒井忠清の七女
- 生母不明の子女
  - 次男：加藤泰統（1689-1727）
  - 六男：加藤泰都（1706-1782） - 旗本加藤泰茂の養子
  - 七男：加藤泰広
  - 女子：板倉昌信正室 - のち喜連川茂氏継室
  - 女子：徳大寺実憲室

## その他
- 松の廊下刃傷事件で浅野長矩が刃傷に及ぶ前、泰恒や出羽新庄藩主の戸沢正庸が日光社参・東照宮法会の際に受けた吉良義央からのいじめを浅野に伝え、お役目を終えるまで耐えよ、と諭したという話が『冷光君御伝記』や『赤穂義人録』などに記されている。
  - しかし、正庸が藩主になるのは宝永7年（1710年）で、家督前の世子が日光社参や饗応役を務める例は皆無である。当時の藩主・戸沢正誠は赤穂藩上屋敷の受け取りと破却を担当したが、日光社参や饗応役をした記録はない。 また、寛文3年（1663年）の日光法会で泰恒はわずか3歳であり、享保13年（1728年）の法会には既に死去している[1]。『冷光君御伝記』や『義人録』には明らかに間違っている記録や、時系列で辻褄の合わない記述もあり、信憑性がない。作者の室鳩巣について松浦静は、「腐れ儒者」、「笑止なる見解なり」と厳しく批判している[2]。